# Джерсі Джо Волкотт
Арнольд Реймонд Крім, більш відомий, як Джерсі Джо Волкотт (англ. Arnold Raymond Cream/Jersey Joe Walcott; 31 січня 1914 — 25 лютого 1994) — американський професійний боксер важкої ваги, чемпіон світу з боксу (1951—1952).
У 1990 році введений до Міжнародної зали боксерської слави.

## Життєпис
Народився в багатодітній родині. Заняття боксом розпочав в юнацькому віці. У боксерському клубі, серед інших, познайомився з відомим тогочасним боксером-напівсередньоваговиком Джо Волкоттом на прізвисько «Барбадоський демон». Саме його ім'я взяв собі Арнольд Крім, як прізвисько, додавши до нього «Джерсі» (назву штату).
Дебютував на професійному ринзі у шістнадцятирічному віці з перемоги над Едді Воллесом. Чередуючи перемоги з поразками, боксував до 1940 року, не маючи значних досягнень. Одружившись у віці 19 років, став батьком шістьох дітей. Не маючи постійного прибутку покинув бокс, влаштувавшись на роботу на миловарню. У 1944 році випадок змусив Джо повернутись до тренувань і зайнять боксом.
Помітно прогресуючи, двічі, у 1947 та 1948 роках змагався за звання чемпіона світу у важкій вазі, проте обидва рази поступився своєму співвітчизнику Джо Луїсу.
У 1949 році здійснив невдалу спробу завоювати вакантний титул чемпіона світу Національної боксерської асоціації (англ. vacant National Boxing Association World Heavy Title), поступившись американцю Еззарду Чарльзу одностайним рішенням суддів.
У 1951 році, вдруге поступившись Чарльзу, зрештою з третьої спроби виборов титул чемпіона світу Національної боксерської асоціації у важкій вазі. У 1952 році захистив свій титул у четвертому поєдинку проти Чарльза. Проте, того ж року втратив чемпіонське звання, поступившись Роккі Марчіано. У 1953 році програв матч-реванш і остаточно завершив боксерську кар'єру.
Після відходу від боксу обіймав посаду шерифа у рідному місті.